# Gmina Łobżenica
Gmina Łobżenica je polská městsko-vesnická gmina v okrese Piła ve Velkopolském vojvodství. Sídlem gminy je město Łobżenica.
Ke gmině kromě města Łobżenica patří 32 vesnic a osad.

## Vesnice a osady
Biegodzin, Chlebno, Dębno, Dziegciarnia, Dziunin, Dźwierszno Małe, Dźwierszno Wielkie, Fanianowo, Ferdynandowo, Izdebki, Józefinowo, Kościerzyn Mały, Kruszki, Kunowo, Liszkowo, Łobżonka, Luchowo, Młynowo, Nowina, Piesno, Puszczka, Rataje, Stebionek, Szczerbin, Topola, Trzeboń, Walentynowo, Wiktorówko, Witrogoszcz, Witrogoszcz-Kolonia, Witrogoszcz-Osada, Zawada, Zdroje.